# Osip Igelström
Osip Andriejewicz Igelström, Otto Heinrich Igelström, ros. Осип Андреевич Игельстрём (ur. 7 maja 1737, zm. 18 lutego 1817) – baron, potem hrabia, rosyjski dyplomata pochodzenia szwedzkiego, generał en chef wojsk rosyjskich w Koronie w czasie powstania kościuszkowskiego 1794 roku.

## Życiorys
Początkowo służył w armii saskiej, a następnie w rosyjskiej. Był agitatorem nakłaniającym polską magnaterię do przystąpienia do konfederacji radomskiej w 1767 roku. W czasie trwania Sejmu Repninowskiego aresztował polskich senatorów opozycyjnych. Za sprawne przeprowadzenie akcji sejm delegacyjny nadał mu polski indygenat. 
Brał udział w wojnie rosyjsko-tureckiej (1768–1774) oraz rosyjsko-szwedzkiej (1788–1790). W latach (1785–1790) był gubernatorem Orenburga, gdzie z powodzeniem prowadził inspirowaną wtedy przez Katarzynę II politykę umacniania rosyjskich wpływów pośród Kazachów z Małej Ordy za pomocą metod pokojowych, takich jak sponsorowanie lojalnych mułłów, popieranie starszyzny przeciw chanowi czy rozwiązywanie sporów w sądach pogranicznych. W imieniu Rosji zawarł pokój ze Szwecją w 1790 w Värälä. W 1792 mianowano go namiestnikiem w Pskowie, a w roku następnym generał-gubernatorem kijowskim, czernihowskim i nowogrodzko-siewierskim. 
Pod koniec 1792 został wodzem naczelnym armii rosyjskiej, stacjonującej w Polsce. Po dymisji Jakoba Sieversa 28 grudnia 1793 Katarzyna II mianowała go posłem nadzwyczajnym i ministrem pełnomocnym w Rzeczypospolitej, łącząc w jego rękach faktyczną władzę cywilną i wojskową w Polsce.
Igelström, który w styczniu 1794 przejął od Sieversa obowiązki posła, zaledwie zdążył rozpocząć swą działalność, gdy wybuch powstania kościuszkowskiego w nocy 17 kwietnia zmusił go do zniszczenia szyfrów i ucieczki z Warszawy.
Jego decyzja o zmniejszeniu liczebności polskiego wojska o połowę (z 15 tysięcy do 7,5 tys.) była bezpośrednią przyczyną wybuchu insurekcji kościuszkowskiej. Po zajęciu Warszawy przez powstańców uciekł do Rygi. W 1797 r. Paweł I ponownie mianował go gubernatorem wojskowym Orenburga.
Odznaczony Orderem Świętego Stanisława w 1768 roku.
Jego żoną była Polka, Honorata ze Stempowskich (1740-1819), wcześniej żona Jerzego Marcina Lubomirskiego (1738-1811), z którym się rozwiodła, a następnie Teofila Wojciecha Załuskiego (1760-1831), którym się również rozwiodła. Ich małżeństwo było bezpotomne.